# Can Fes
Can Fes, antigament Ca n'Oliana, és una masia del poble de Bigues, en el terme municipal de Bigues i Riells, a la comarca catalana del Vallès Oriental.
Es troba en el sector central del terme municipal, al nord-oest del Rieral de Bigues, a la dreta del Tenes. És a prop i al sud de Can Feliu i al nord de Can Bacardí, al nord-est de la Torre, al sud-oest de Can Noguera i a ponent del Molinet, o Molí de la Torre.
És una obra popular del segle xix, documentada anteriorment amb el nom de Ca n'Oliana.
Està inclosa en el Catàleg de masies i cases rurals de Bigues i Riells.